# Aethes argentilimitana
Aethes argentilimitana is een vlinder uit de familie van de bladrollers (Tortricidae). De wetenschappelijke naam van de soort is voor het eerst geldig gepubliceerd in 1869 door Robinson.